# Batocnema africanus
Batocnema africanus är en fjärilsart som beskrevs av William Lucas Distant 1889. Batocnema africanus ingår i släktet Batocnema och familjen svärmare. Inga underarter finns listade i Catalogue of Life.